# صورت آبی
صورت آبی (به انگلیسی: Blue in the Face) فیلمی محصول سال ۱۹۹۵ و به کارگردانی پل استر و وین وانگ است. در این فیلم بازیگرانی همچون ویکتور آرگو، جانکارلو اسپوزیتو، مایکل جی. فاکس، مل گورهام، جیم جارموش، هاروی کایتل، لو رید، روزان بار، میرا سوروینو، لی‌لی تاملین، ملک یوبا، کیث دیوید، مدونا، مایکل بادالوکو و روپال ایفای نقش کرده‌اند.